# غريغور سالتو
غريغور فان ديفين (بالإنجليزية: Gregor van Offeren)‏ (من مواليد 21 أبريل 1976) في هارلم، هولندا، والمعروف باسم غريغور سالتو، هو دي جي ومنتج تسجيل هولندي.